# Rocky Legends
Rocky Legends è un videogioco di pugilato del 2004, sequel di Rocky.

## Modalità di gioco
Il gioco - le cui uniche lingue disponibili sono l'inglese, il tedesco ed il francese - offre le seguenti modalità di gioco:

### Carriera
Il giocatore sceglie uno tra i 4 pugili principali dei film, con l'obiettivo di portarlo a vincere il titolo mondiale dei massimi. Le carriere si articolano come segue:
- Rocky Balboa: lo Stallone italiano inizia a combattere in strada, mentre i suoi secondi saranno Mickey Goldmill prima e Tony Evers poi; gli snodi cruciali della sua storia sono la vittoria della cintura contro Apollo (dal secondo film), le difese con Clubber (terzo capitolo) e Ivan (quarta puntata), lo scontro in strada con Tommy Gunn (dal quinto episodio).[N 1]
- Apollo Creed: il campione sconfigge Tony, che dopo l'incontro si ritira e diviene il suo secondo. L'apice di questa trama è la difesa del titolo contro Rocky, tratta dal primo film.
- Clubber Lang: scarcerato da Chicago dopo aver vinto un match, il pugile afroamericano tocca l'epilogo strappando il titolo mondiale a Rocky (terza pellicola).
- Ivan Drago: dopo l'ascesa in Unione Sovietica, il russo batte prima Apollo (che muore dopo la sfida) e poi Rocky venendo nominato atleta di stato.[N 2]

Dopo il primo incontro, il giocatore si trova al 25º posto della classifica mondiale e per scalarla deve sfidare gli avversari che occupano i gradini superiori: è possibile combattere, al massimo, contro il pugile che si trova più in alto di 3 posizioni. Sono disponibili 3 vite, che vengono consumate in caso di sconfitta o pareggio; è dunque possibile totalizzare fino a 3 mancate vittorie. In caso il salvataggio del gioco avvenga dopo aver perso una vita, l'esito del match viene registrato nel record del pugile. La modalità è completata quando il giocatore porta ognuno dei 4 pugili a vincere il titolo, in ciascun livello di difficoltà (Novice - Contender - Champ). Può altresì concludersi se tutte le vite disponibili, ovvero 12, vengono esaurite.

### Esibizione
Consiste in un regolare incontro di pugilato, dove i combattenti sono controllati da giocatori umani oppure dal CPU: è possibile scegliere l'arena, il numero e la durata delle riprese e altre regole del match.

### Torneo ad eliminazione
Un torneo a eliminazione diretta, cui prendono parte 16 combattenti (anche qui guidati da giocatori umani oppure dall'intelligenza artificiale) che si sfidano per il titolo: esso è disponibile nelle versioni bronzo, argento e oro.

### Sopravvivenza
Il giocatore seleziona un pugile con cui affronta - in ordine sparso - gli altri presenti nel gioco, anche se non sbloccati. L'obiettivo è di sconfiggere il maggior numero possibile di avversari, con l'incontro che si conclude non appena uno dei due lottatori finisce al tappeto.

### Allenamento
È possibile allenare uno dei 4 protagonisti con un'ampia gamma di esercizi, tra cui: salto alla corda, addominali, trazioni, accosciate, sparring partner, colpi al sacco, cattura del pollo.

### Pratica
Un incontro senza limiti di tempo e altre restrizioni, adatto per acquisire esperienza con i vari pugili.

## Personaggi giocabili
Sono disponibili 40 personaggi, 26 dei quali inediti e alcuni da sbloccare:
- Alain Girard
- Alexei Baluk
- Apollo Creed
- Big Chuck Smith
- Big Yank Ball
- Billy Snow
- Bob Cray
- Brendan Doyle
- Burt Judge
- Buddy Shaw
- Carlos Arguello
- Clubber Lang
- Dipper Brown
- Dalan Hattori
- Ernie Roman
- Floyd McCallum
- George Fullmer
- Ivan Drago
- Jack Jarrell
- Jack Reid
- Joe Czak
- Joe Zale
- John Barkley
- Jose Mendoza
- Ken Klaasen
- Kofi Langton[N 3]
- Ludmilla Drago[N 4]
- Marco Chavez
- Maurizio Medina
- Mickey Goldmill
- Paulie Klein
- Paulie Pennino[N 5]
- Randy Tate
- Razor Robinson
- Rocky Balboa
- Sam Monroe
- Salvador Martinez
- Spider Rico
- Sergei Izhora
- Tommy Gunn
- Tony Duke[N 6]
- Troy Miller
- Union Cane
- Virgil Abrams
- Wolfgang Peltzer
- Yuri Denisov

## Giocabilità
Il titolo offre complessivamente una buona giocabilità, presentando tratti di realismo (macchie di sangue, effetto sonoro dei colpi, lancio di oggetti da parte del pubblico, condizioni atmosferiche) e una riproduzione accurata dei personaggi. Ogni pugile dispone di almeno 2 costumi, mentre altri sono acquistabili nel negozio .

### Gli incontri
Di seguito, sono riportate le principali caratteristiche degli incontri:
- il giocatore può selezionare l'arena (da una lista di 20 ring, 13 dei quali nuovi), il numero delle riprese (da 1 a 15) e la durata - in secondi - delle stesse: 30", 60", 90", 120" o 180" (sullo schermo la ripresa inizia da 3:00). È anche possibile una scelta casuale (operata dal CPU);
- la regola dei 3 knock-down: se nel corso di una stessa ripresa, il pugile subisce 3 atterramenti è dichiarato sconfitto per K.O. tecnico[N 7][N 1]
- «saved by the bell»: il suono del gong, che segna la fine della ripresa, può interrompere il conteggio dell'arbitro per un knock-down[N 7];
- l'arbitro compare sul ring soltanto dopo un atterramento, per effettuare il conteggio: sono invece visibili - durante l'incontro - i secondi e lo staff dei pugili in lotta;
- se l'energia di un pugile scende sotto il 20 % ed un ulteriore atterramento gli costerebbe il knock-out, è possibile accedere alla modalità Furia (indicata dalla scritta FURY in basso a sinistra) che ha la durata di 20": in questo lasso di tempo, il giocatore può sferrare pugni a velocità doppia ma non parare i colpi avversari;
- ogni pugile dispone di 2 «super pugni», eseguibili premendo contemporaneamente due tasti; nel caso di Tommy Gunn, uno dei pugni è sostituito da una testata frontale;
- colpendo più volte l'avversario, si può attivare la combo SUPER X3 grazie alla quale viene eseguita una sequenza di 3 pugni speciali;
- per ogni ripresa, vengono assegnati 10 punti al vincitore e da 7 a 9 al perdente: l'incontro può concludersi in parità;
- al termine dell'incontro, un grafico colorato (in blu per il primo pugile, in rosso per il secondo) mostra le statistiche del match (complessive e per singole ripresa) tra cui: pugni sferrati, pugni andati a segno, percentuale di colpi riusciti e atterramenti compiuti.

### Materiale extra
Tramite il denaro guadagnato nella modalità Carriera - espresso in dollari ($) - il giocatore può acquistare dal negozio il seguente materiale extra:
- Personaggi sbloccabili
- Costumi nuovi
- Arene
- Colonne sonore
- Trailer dei film
- Esercizi di allenamento